# Kloster Bentlage

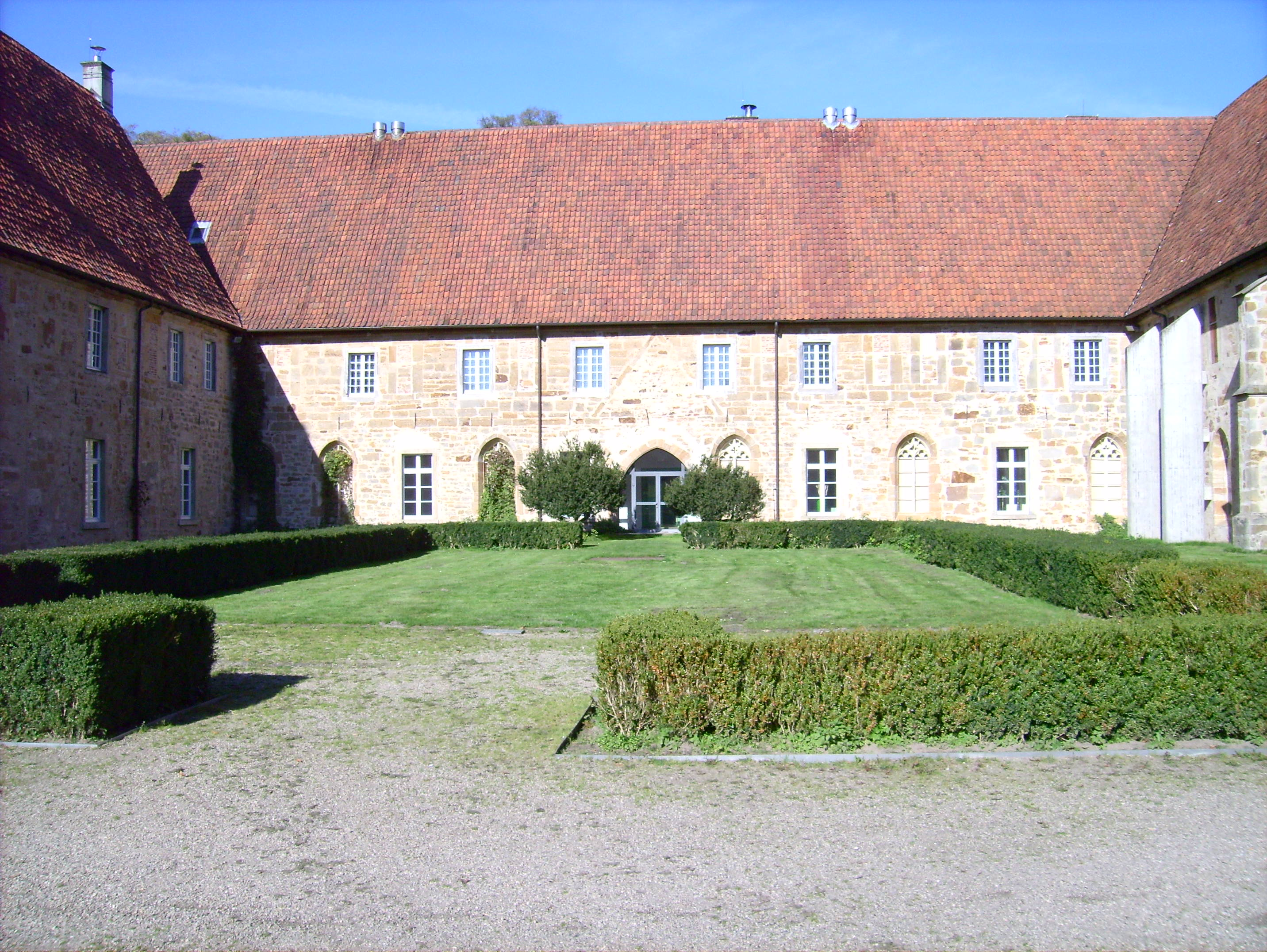
Binnenplaats van het Kloster Bentlage

Kloster Bentlage, ook wel aangeduid met  Kloster/Schloss Bentlage  of Schloss Bentlage, is een gebouwencomplex te Rheine, in de deelstaat Noordrijn-Westfalen in Duitsland.

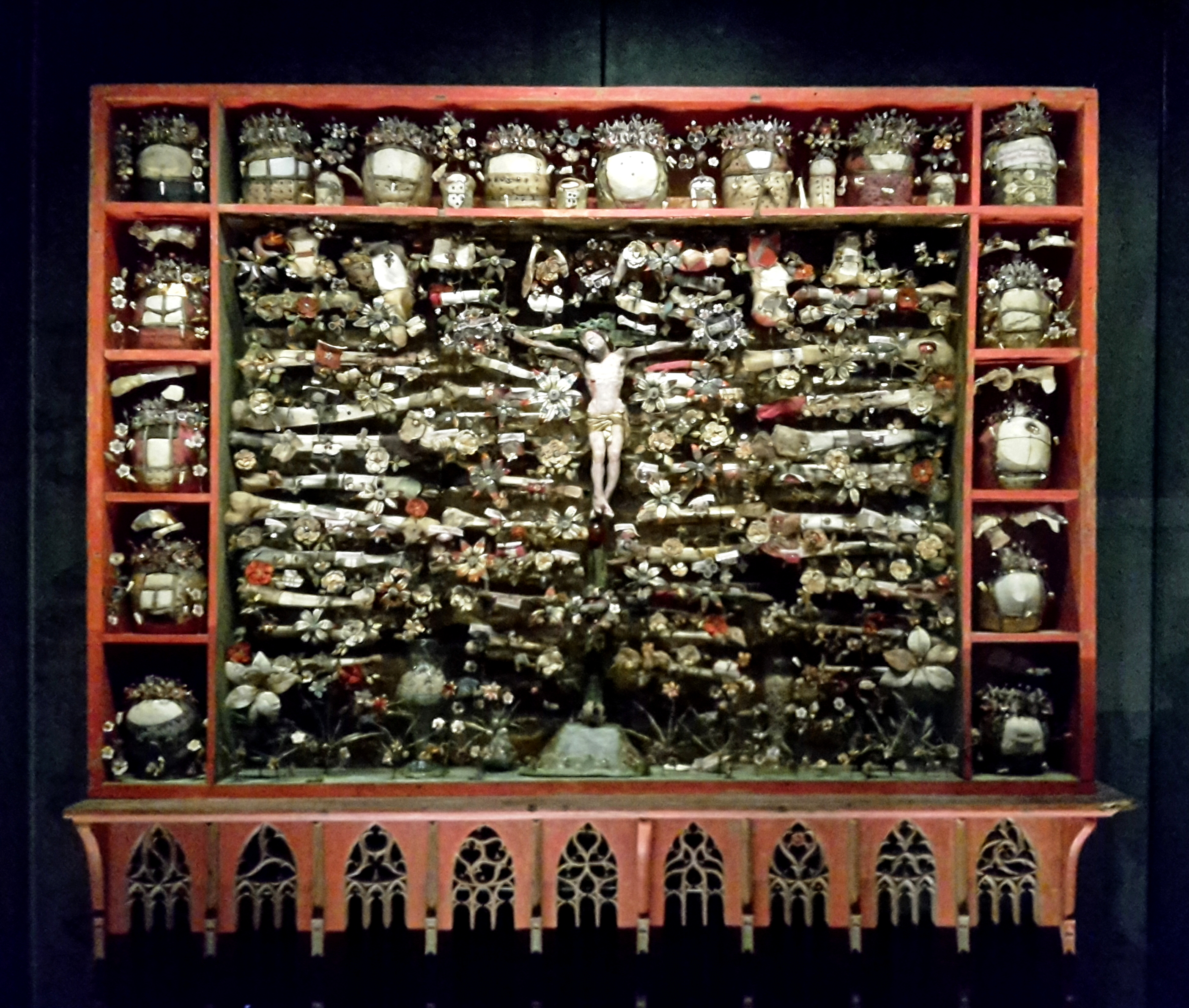
Reliekschrijn uit 1499
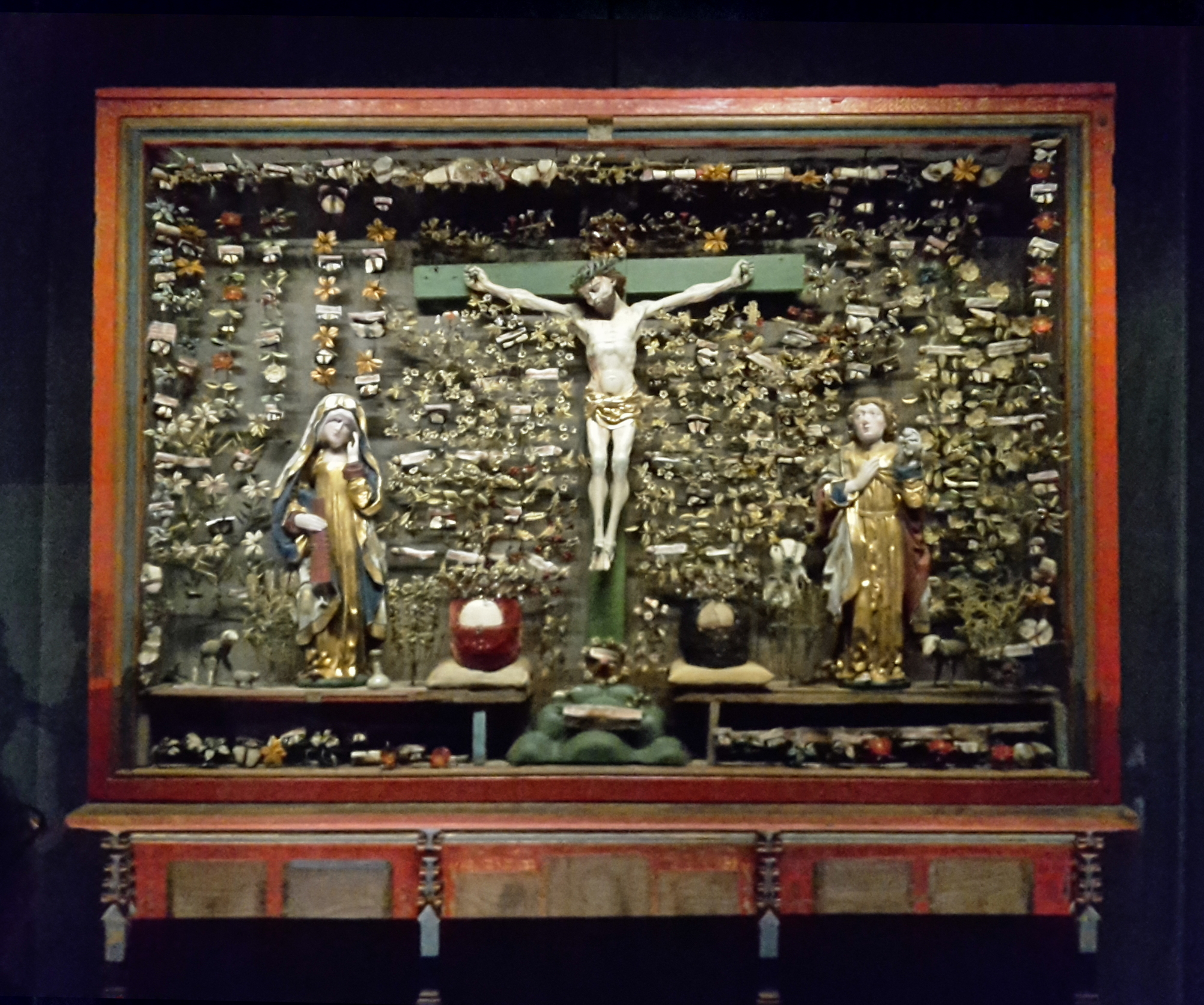
Reliekschrijn uit 1520

Het klooster werd in 1437 gesticht door de Broeders van de Kruisherenorde en voltooid in 1504 (op de in 1645 pas voltooide westvleugel na). Klooster Bentlage is het moederklooster van het Klooster Ter Apel in de Nederlandse provincie Groningen (stichting in 1465).
In de late 15e eeuw kende het klooster een bloeiperiode. In de Dertigjarige Oorlog, in 1647, werd het door protestantsgezinde Zweedse troepen geplunderd en grotendeels afgebrand. De herbouw duurde tot 1662.  Vanwege het afwisselende gebruik door de eeuwen wordt het gebouwen- en tuinencomplex tegenwoordig Kloster/Schloss Bentlage genoemd. In lijn met de secularisatie was vanaf 1803 het klooster drie jaar lang in het bezit van het nieuw opgerichte Vorstendom Rheina-Wolbeck. Daarna ging het in 1806 over in handen van de Belgische adellijke familie der hertogen van Looz-Corswarem, die het voormalige klooster tot haar residentiekasteel ombouwde. Van 1946 tot 1978 was het in bezit van nazaten van Andreas van den Bogaerde van Terbrugge. De stad Rheine verwierf het in het Bentlager Wald gelegen goed in 1978. In 1990 begon een grootscheepse renovatie, die in 2000 werd afgerond. Tegenwoordig dient het voormalige klooster onder andere als museum, en zijn er rondleidingen door het klooster.
In de oostelijke vleugel van het gebouw zijn gebruiksvoorwerpen en pracht van de voormalige bewoners van het klooster tentoongesteld. Pronkstuk zijn twee laatmiddeleeuwse reliekhouders. De Westfälische Galerie, op de zolder van de oostvleugel, toont werken van expressionistische kunstenaars zoals Wilhelm Morgner, Peter August Böckstiegel uit Werther (Westfalen) en Carlo Mense. Het klooster herbergt ook het bureau van het Europese sprookjesgenootschap. Men onderhoudt in de noordelijke vleugel van het klooster een gespecialiseerde bibliotheek met betrekking tot het thema sprookjes.
Kloster Bentlage wordt door een stedelijke GmbH zonder winstoogmerk  gerund, waarbij het zwaartepunt ligt op de uiteenzetting met hedendaagse beeldende kunst. Jaarlijks presenteren in circa 12 tentoonstellingen gerenommeerde internationale kunstenaars hun werk. Een omvangrijk cultureel programma met klassieke muziek, literatuur en wetenschap vult het programma aan.